# Мартино ди Бартоломео

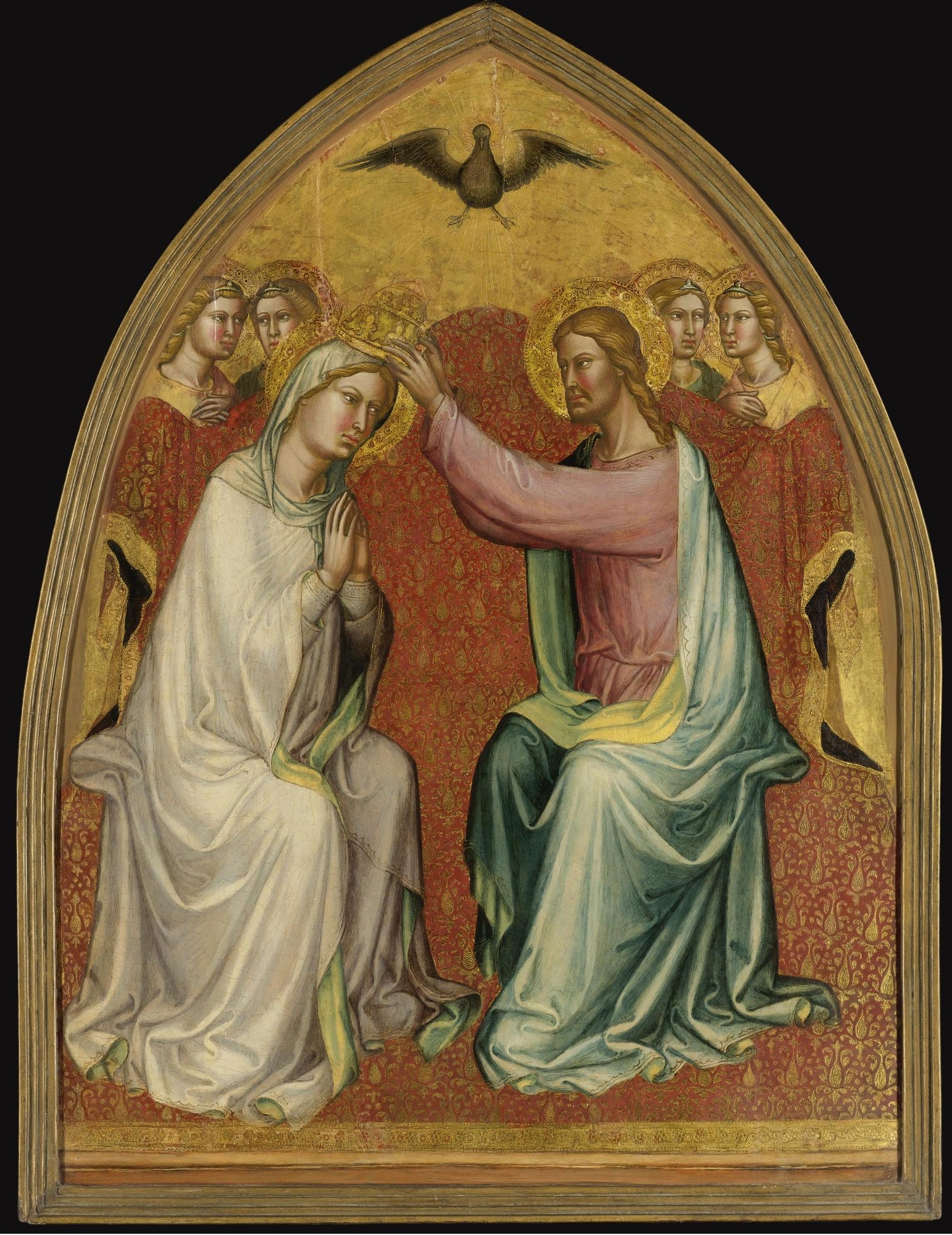
Мартино ди Бартоломео. «Коронование Марии» 1400 г. Лос-Анджелес, Музей округа.

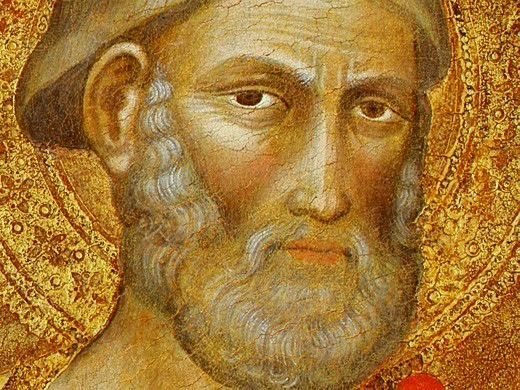
Мартино ди Бартоломео. «Св. Петр», ок.1440 г.,деталь. Вашингтон, Национальная галерея.

Мартино ди Бартоломео или Мартино ди Бартоломео ди Бьяго (итал. Martino di Bartolomeo; работал в Сиене в 1389—1435 годах) — итальянский художник, представитель сиенской школы живописи.
Мартино ди Бартоломео относится к тем универсальным сиенским художникам, которые могли создавать разнообразную художественную продукцию: и фреску, и станковую картину, и книжную миниатюру. Его считают последним художником, который в первой половине XV века продолжал работать в манере века XIV-го. Вероятно, он не спешил избавиться от груза традиций золотого века сиенской школы, поменяв их на новые тосканские веяния.
Судя по его ранним произведениям, Мартино прошёл обучение в мастерской Таддео ди Бартоло. В 1389 году его имя появляется в списке гильдии сиенских художников. Первое известное крупное произведение Мартино ди Бартоломео — это фрески на темы Ветхого и Нового завета, которые он в 1398 году написал в Ораторио ди Сан Джованни в Касчине, под Пизой. Фрески довольно подробно излагают библейские истории, и были созданы для того, чтобы неграмотные бедняки из этого небольшого городка знали содержание Священного писания.
Архивные документы сообщают, что Мартино ди Бартоломео для выполнения заказов часто объединялся с другими мастерами. В Сиене он был, видимо, человеком известным и уважаемым, и пребывал в добрых отношениях со многими своими коллегами. Об этом свидетельствуют как заказы, которые он получал — фресковые циклы в сиенском соборе и Палаццо Пубблико, которые незначительному и малоуважаемому мастеру вряд ли доверили бы, так и документированные факты об отношениях с Якопо делла Кверча и Франческо ди Вальдамбрино.
Количество его станковых работ, дошедших до наших дней, невелико.